# Agustina Bessa-Luís
Agustina Bessa-Luís (* 15. Oktober 1922 im nordportugiesischen Vila Meã, Kreis Amarante; † 3. Juni 2019 in Porto) war eine portugiesische Schriftstellerin. Neben Lídia Jorge war sie die große weibliche Stimme in der Literatur Portugals der Gegenwart.

## Leben
Geboren wurde Agustina Bessa-Luís 1922 als Tochter eines portugiesischen Grundbesitzers aus dem ländlichen Raum zwischen Douro und Minho und einer spanischen Mutter aus Zamora. Sie lebte zunächst ab 1932 in Porto und ging 1945 nach Coimbra und heiratete noch im selben Jahr. 1950 zog sie nach Porto.
1948 debütierte sie mit der Novelle Mundo Fechado. Agustina Bessa-Luís gilt als Vertreterin des portugiesischen Neorealismus und hat sich neben Romanen und einer Art „fiktiven Biografie“ auch Theaterstücken gewidmet. Der Stoff ihres Romanes Fanny Owen wurde 1979 auch Grundlage des portugiesischen Films Francisca von Manoel de Oliveira.
In ihren Werken setzte sie sich im Schwerpunkt mit der Psyche und dem sozialen Zusammenspiel zwischen Menschen auseinander und nahm dabei oft historische Bezüge zur Geschichte Portugals als Ausgangspunkt. Bezeichnend für ihre Schreibweise ist die minuziöse Auseinandersetzung mit der Psyche der Protagonisten. Dabei greift sie in einer psychologisch genauen und dazu realistischen Schreibweise Grundkonflikte des sozialen Miteinanders und deren historische Kontexte auf.

## Werke (Auswahl)

### Ins Deutsche übertragen
- A Sibila (1954), dt.: Die Sibylle, 1. Aufl. 1990, Suhrkamp Verlag, Frankfurt am Main, ISBN 3-518-04434-6
- Fanny Owen (1979), 1. Aufl. 1998, Suhrkamp, Frankfurt am Main, ISBN 3-518-39420-7
- A Torre (1988), dt.: Der Turm, 1997, Guimarães Ed., Lissabon, ISBN 972-665-409-2

### Weitere

#### Romane, Novellen, Erzählungen
- Mundo Fechado (1948), Novelle
- Os Super-Homens (1950), Roman
- Contos Impopulares (1951–1953), Roman
- A Sibila (1954), Roman
- Os Incuráveis (1956), Roman
- A Muralha (1957), Roman
- O Susto (1958), Roman
- Ternos Guerreiros (1960), Roman
- O Manto (1961), Roman
- O Sermão do Fogo (1962), Roman
- As Relações Humanas: I – Os Quatro Rios (1964), Roman
- As Relações Humanas: II – A Dança das Espadas (1965), Roman
- As Relações Humanas: III – Canção Diante de uma Porta Fechada (1966), Roman
- A Bíblia dos Pobres: I – Homens e Mulheres (1967), Roman
- A Bíblia dos Pobres: II – As Categorias (1970), Roman
- A Brusca (1971), Erzählungen
- As Pessoas Felizes (1975), Roman
- Crónica do Cruzado Osb (1976), Roman
- As Fúrias (1977), Roman
- Fanny Owen (1979), historischer Roman
- O Mosteiro (1980), Roman
- Os Meninos de Ouro (1983), Roman
- Adivinhas de Pedro e Inês, historischer Roman
- Um Bicho da Terra (1984), historischer Roman und Biografie von Uriel da Costa
- Um Presépio Aberto (1984), Erzählung
- A Monja de Lisboa (1985), historischer Roman und Biografie von Maria de Visitação
- A Corte do Norte (1987), historischer Roman
- Prazer e Glória (1988), Roman
- A Torre (1988), Erzählung
- Eugénia e Silvina (1989), Roman
- Vale Abraão (1991), Roman
- Ordens Menores (1992), Roman
- As Terras do Risco (1994), Roman
- O Concerto dos Flamengos (1994), Roman
- Aquário e Sagitário (1995), Erzählung
- Memórias Laurentinas (1996), Roman
- Um Cão que Sonha (1997), Roman
- O Comum dos Mortais (1988), Roman
- A Quinta Essência (1999), Roman
- Dominga (1999), Erzählung
- Contemplação Carinhosa da Angústia (2000), Anthologie
- O Princípio da Incerteza: I – Jóia de Família (2001), Roman
- O Princípio da Incerteza: II – A Alma dos Ricos (2002), Roman
- O Princípio da Incerteza: III – Os Espaços em Branco (2003), Roman
- Antes de Degelo (2004), Roman
- Doidos e Amantes (2005), Roman

#### Biografien
- Santo António (1979)
- A Vida e a Obra de Florbela Espanca (1979)
- Florbela Espanca (1979)
- Sebastião José (1981)
- Longos Dias Têm Cem Anos – Presença de Vieira da Silva (1982)
- Martha Telles: o Castelo Onde Irás e Não Voltarás (1986)

#### Theaterstücke
- Inseparável ou o Amigo por Testamento (1958)
- A Bela Portuguesa (1986)
- Estados Eróticos Imediatos de Soren Kierkegaard (1992)
- Party: Garden-Party dos Açores – Diálogos (1996)
- Garret: O Eremita do Chiado (1998)

#### Chroniken, Memoiren, Essays
- Embaixada a Calígula (1961), Reiseerzählung
- Conversacões com Dimitri e Outras Fantasias (1979), Chronik
- Arnaldo Gama – „Gente de Bem“ (1980)
- A Mãe de um Rio (1981), Texte und Fotografien
- Dostoievski e a Peste Emocional (1981)
- Camilo e as Circunstâncias (1981)
- Antonio Cruz, o Pintor e a Cidade (1982)
- D. Sebastião: o Pícaro e o Heroíco (1982)
- O Artista e o Pensador como Minoria Social (1982)
- „Menina e Moça“ e a Teoria do Inacabado (1984)
- Apocalipse de Albrecht Dürer (1986)
- Introdudução à Leitura de „A Sibila“ (1987)
- Aforismos (1988)
- Brevário do Brasil (1991), Reisebericht
- Fake-book, 1992, Aphorismen mit Radierungen von Daniel Garbade
- Camilo: Génio e Figura (1994)
- Um Outro Olhar sobre Portugal (1995), Reiseerzählung mit Fotografien von Pierre Rossollin und Illustrationen von Maluda
- Alegria do Mundo I: escritos dos anos de 1965 a 1969 (1996)
- Douro (1997), Texte und Fotografien zusammen mit Mónica Baldaque
- Alegria do Mundo II: escritos dos anos de 1970 a 1974 (1998)
- Os Dezassete Brasões (1998), Texte und Fotografien
- A Bela Adormecida (1999)
- O Presépio: Escultura de Graça Costa Cabral (2000), Texte und Fotografien gemeinsam mit Pedro Vaz
- As Meninas (2001), Texte und Zeichnungen
- O Livro de Augustina (2002), Autobiografie
- Azul (divulgação) (2002), zusammen mit Luísa Ferreira
- As Estações da Vida (2002), Texte und Fotografien von Jorge Correira Santos
- O Soldado Romano (2004), mit Illustrationen von Chico

#### Kinderliteratur
- A Memória do Giz (1983), mit Illustrationen von Teresa Dias Coelho
- Contos Amarantinos (1987), mit Illustrationen von Manuela Bacelar
- Dentes de Rato (1987), mit Illustrationen von Martim Lapa
- Vento, Areia e Amoras Bravas (1990), mit Illustrationen von Mónica Baldaque
- O Dourado (2007), mit Illustrationen von Helena Simas

## Verfilmungen
- 1981: Francisca – Regie: Manoel de Oliveira, basiert auf dem Roman Fanny Owen
- 1993: Am Ufer des Flusses (Vale Abraão) – Regie: Manoel de Oliveira, basiert auf dem Roman Vale Abraão
- 1995: Das Kloster (O Convento) – Regie: Manoel de Oliveira, mit Catherine Deneuve und John Malkovich, basiert auf dem Roman As Terras de Risco
- 1998: Unruhe (Inquietude) – Regie: Manoel de Oliveira, basiert u. a. auf der Erzählung A Mãe de um Rio
- 2002: O Princípio da Incerteza – Regie: Manoel de Oliveira, basiert auf dem Roman O Principio da Incerteza
- 2005: Espelho Mágico – Regie: Manoel de Oliveira, basiert auf dem Roman A Alma dos Ricos
- 2009: A Corte do Norte – Regie: João Botelho, basiert auf dem Roman A Corte do Norte

## Auszeichnungen

### Für die Autorin selbst
- 1982 Preis der Stadt Porto
- 1989 Korrespondierendes Mitglied der Academia Brasileira de Letras
- 2004 Camões-Preis
- 2004 Virgílio-Ferreira-Preis der Universität Évora
- 2006 Großkreuz des Ordens des heiligen Jakob vom Schwert
- 2015 Eduardo-Lourenço-Preis

### Für einzelne Werke
- 1953 Delfim-Guimarãres-Preis des Guimarãres-Verlags für A Sibila
- 1954 Eça-de-Queirós-Preis des portugiesischen Sekretariats für Kultur und Öffentlichkeitsarbeit (Secretariado Nacional de Informação) für A Sibila
- 1966 Ricardo-Malheiros-Preis der Akademie der Wissenschaften von Lissabon (Academia das Ciências de Lisboa) für Canção Diante de uma Porta Fechada
- 1967 Nationaler Roman-Preis Portugals des portugiesischen Sekretariats für Kultur und Öffentlichkeitsarbeit (Secretariado Nacional de Informação) für Homens e Mulheres
- 1977 Ricardo-Malheiros-Preis der Akademie der Wissenschaften von Lissabon (Academia das Ciências de Lisboa) für As Fúrias
- 1980 Preis des portugiesischen P.E.N.-Club für fiktionale Literatur für O Mosteiro
- 1980 D.-Dinis-Preis der Stiftung „Casa de Mateus“ für O Mosteiro
- 1983 Preis für Roman und Novelle des Portugiesischen Schriftstellerverbandes für Os Meninos de Ouro
- 1988 Literaturpreis des portugiesischen staatlichen Rundfunks (Rádio e Televisão de Portugal, Antena 1) für Prazer e Glória
- 1993 Kritikerpreis der portugiesischen Sektion des internationalen Vereinigung Literaturkritiker für Ordens Menores
- 1994 Eça-de-Queirós-Prosa-Preis der Stadt Lissabon des Stadtrates von Lissabon für As Terras do Risco
- 1996 Portugiesischer Großer Preis für Literatur für Memórias Laurentinas e Party
- 1997 Preis der Lateinischen Union für Um Cão que Sonha
- 2001 Großer Preis für Roman und Novelle des Portugiesischen Schriftstellerverbandes für Jóia de Família

## Sekundärliteratur

### In deutscher Sprache
- Siepmann, Helmut (2003): Kleine Geschichte der portugiesischen Literatur. Verlag C. H. Beck, München. ISBN 3-406-49476-5, S. 213 f.

### Auf Portugiesisch
- Alvares de Oliveira, Manuel (Hrsg.) (1991): O grande lívro dos portugueses. Círculo de Leitores, Lissabon. ISBN 972-42-0143-0
- Saraiva, António José/Lopes, Óscar (2001, 17. Aufl.): História da Literatura Portuguesa. Porto Ed., Porto, ISBN 972-0-30170-8, S. 1101